# Аштська нохія
А́штська но́хія (тадж. Ноҳияи Ашт) — адміністративна одиниця другого порядку в складі Согдійського вілояту Таджикистану. Центр — смт Шайдон, розташоване за 107 км від Худжанда.

## Географія
Нохія розташована в західній частині Ферганської долини. На сході межує з Гафуровською нохією Согдійського вілояту, вся інша територія виходить до Узбекистану. Має також вузький і довгий анклав по річці Сарваксай з кишлаком Сарвакі-Боло.

## Адміністративний поділ
Адміністративно нохія поділяється на 8 джамоатів та 2 смт (Наугарзан, Шайдон):
| Аштська нохія (2002)    |           |                    |
| Джамоат                 | Населення | Центр              |
| Аштський джамоат        | 20728     | кишлак Ашті-Пойон  |
| Джарбулоцький джамоат   | 16756     | кишлак Джарбулок   |
| Камишкургонский джамоат | 21113     | кишлак Камишкургон |
| Кірккудуцький джамоат   | 13469     | кишлак Кірккудук   |
| Ошобський джамоат       | 17757     | кишлак Ошоба       |
| Пангазький джамоат      | 26754     | кишлак Пангаз      |
| Пунуцький джамоат       | 8149      | кишлак Пунук       |
| Шайдонський джамоат     | 6906      | смт Шайдон         |

## Історія
Нохія утворена 29 вересня 1926 року як Аштський район в складі Ленінабадської області Таджицької РСР. Після отримання Таджикистаном незалежності називається Аштською нохією.